# Effetto post antibiotico
L'effetto post-antibiotico (EPA o, in inglese, PAE, cioè post antibiotic effect) rappresenta, in farmacologia, il tempo in cui nonostante sia finita la cura antibiotica (e l'antibiotico ha quindi raggiunto una dose inferiore alla concentrazione minima inibitoria) viene ancora esercitato un effetto inibitorio sulla crescita dei batteri
. Questo effetto è dovuto, in vitro, al recupero delle strutture cellulari danneggiate dall'antibiotico, alla sintesi di nuovi enzimi e alla presenza residua di un po' di antibiotico nell'ambiente attorno al batterio; in vivo, a questi tre fattori se ne aggiunge un quarto, che consiste nella crescita del numero di leucociti durante il periodo di azione dell'antibiotico (o PALE: post antibiotic leukocyte enhancement). Per questo, in vitro il PAE è minore che in vivo. Per misurare il PAE si applica la formula T-C, dove T rappresenta il tempo necessario perché una popolazione batterica dopo una terapia antibiotica aumenti di un decimo e C rappresenta lo stesso tempo in una popolazione batterica non sottoposta preventivamente ad una terapia antibiotica. Il PAE è considerato efficace se in vitro è maggiore a un'ora e mezza come quello dei fluorochinoloni o degli aminoglicosidi. La penicillina invece ha un PAE praticamente inesistente.